# Ailefroide
Ailefroide er et 3.954 meter højt bjerg i Massif des Écrins i Dauphiné-Alperne i den franske del af Alperne i den sydøstlige del af landet. Det er det trejehøjeste bjerg i Dauphiné-Alperne efter Barre des Écrins og La Meije. Det ligger i den sydvestlige ende af Mont Pelvoux–Pic Sans Nom–Ailefroide ryggen.
Der er tre hovedtoppe på bjerget:
- L'Ailefroide Occidentale (3.954 m): først besteget af W. A. B. Coolidge med guiderne Christian Almer og Ulrich Almer 7. juli 1870.
- L'Ailefroide Centrale (3.928 m): først besteget af Auguste Reynier, Pierre Gaspard, Christophe Clot og Joseph Turc 8. august 1889.
- L'Ailefroide Orientale (3.848 m): først besteget af J. Nérot, Emile Pic og Giraud-Lézin 25. august 1880.